# Abraham Joshua Heschel
Abraham Joshua Heschel (11. ledna 1907 Varšava – 23. prosince 1972 New York) byl rabín a profesor židovské etiky (musaru) a mystiky (kabaly).

## Biografie
Narodil se ve významné chasidské rodině. V rodopise jeho otce Mordechaje i jeho matky Rajzel lze najít jedny z nejvýznačnějších postav východoevropského chasidismu, jakými byli Magid z Meziriče, Levi Jicchak z Berdičeva či Pinchas z Korece. To do jisté míry předurčilo směr Abrahamova vzdělávání. Nejprve získal tradiční židovské vzdělání v ješivě, jež bylo završeno ortodoxní rabínskou ordinací. Toto vzdělání ale neuspokojilo Abrahamovu hloubavost a zvídavost, a tak se rozhodl pro studium na liberální Hochschule für die Wissenschaft des Judentums, kde získal druhou, tentokrát liberální rabínskou ordinaci. Souběžně s tím studoval filozofii na univerzitě v Berlíně, kde v roce 1934 obhájil doktorskou práci o hebrejských prorocích. V roce 1937 mu Martin Buber uvolnil místo na učilišti liberálního judaismu Jüdisches Lahrhaus, které sídlilo ve Frankfurtu nad Mohanem. Kvůli svému židovskému původu byl však v roce 1938 zatčen gestapem a následně byl z Německa deportován do rodného Polska. Ve Varšavě krátce vyučoval na Institutu judaistiky. Před invazí německé armády do Polska v roce 1939 se mu na poslední chvíli podařilo uprchnout do Londýna. Nakonec ale přesídlil do USA, kde od roku 1940 přednášel na liberální Hebrew Union College v Cincinnati. V roce 1946 se oženil s pianistkou Sylvií Strausovou, s níž má dceru, již dali jméno Susannah – ta kráčí v otcových šlépějích jako profesorka judaistiky. Od téhož roku, kdy se oženil, až do své smrti působil na konzervativním Jewish Theological Seminary v New Yorku jako profesor židovské etiky a mystiky.

## Veřejná činnost
Kromě akademického působení v židovských institucích se Heschel celý svůj život snažil působit veřejně i mimo tento prostor. Pavel Hošek tuto činnost shrnul těmito slovy: Účastnil se aktivně ekumenických rozhovorů s představiteli křesťanských církví, jako pozorovatel a poradce ovlivnil klíčové dokumenty 2. vatikánského koncilu, po boku baptistického teologa a kazatele Martina Luthera Kinga se zapojil do boje za občanská práva Afroameričanů, vystupoval veřejně proti válce ve Vietnamu, angažoval se ve veřejných rozhovorech o americkém školství, o výchově mladé generace, o etických předpokladech zdravotnické péče a v řadě dalších oblastí.

## Literární díla
- 1951 The Sabbat. Its Meaning for Modern Man, česky: Šabat. Jeho význam pro současného člověka. Praha: Academia (2009) a Portál (2023).
- 1954 Man’s Quest for God. Studies in Prayer and Symbolism, česky: Člověk hledá Boha. O modlitbě a řeči symbolů. Praha: Vyšehrad 2018.
- 1965 Who is Man?, česky: Kdo je člověk? Praha: ΟΙΚΟΥΜΕΝΗ 2017